# Phyllolais pulchella
La prinia ventripálida (Phyllolais pulchella) es una especie de ave paseriforme de la familia Cisticolidae. Es una especie propia de África Oriental y Central. Es la única especie del género Phyllolais.

## Distribución y hábitat
Se la encuentra en Camerún, República Centroafricana, Chad, República Democrática del Congo, Eritrea, Etiopía, Kenia, Nigeria, Ruanda, Sudán, Tanzania y Uganda. Sus hábitats naturales son los bosques secos tropicales, la sabana seca, y las zonas de arbustos secos tropicales.
Es una ave pequeña de color claro, que habita en la sabana y bosques de acacia. Tiene especial preferencia por la Acacia xanthophloea y la Acacia abyssinica y a menudo se la ve alimentándose entre las ramas en parejas o pequeños grupos. Es poco conspicua en sus hábitats pero a menudo se la puede observar alimentándose en bandadas mixtas junto con otras especies.